# Theydon Mount
Theydon Mount of Theydon Paulyn of Theydon Lessington of Theydon Briwes of Theydon Parva is een civil parish in het bestuurlijke gebied Epping Forest, in het Engelse  graafschap Essex. In 2001 telde de civil parish 163 inwoners. De parish omvat ook het gehucht Mount End.
Het dorp heeft 22 vermeldingen op de Britse monumentenlijst. Daaronder bevinden zich een badhuis uit 1927-28, diverse boerderijen en cottages en de dorpskerk uit 1614.